# Benoit Dorais
Pour les articles homonymes, voir Dorais.
Benoit Dorais est le maire de l'arrondissement Le Sud-Ouest depuis l'élection municipale montréalaise de 2009, président du comité exécutif de la ville de Montréal depuis 2017 et une figure importante de l'Administration Plante.

## Biographie
Né et élevé dans le quartier Saint-Henri, il obtient son baccalauréat en philosophie à l'Université du Québec à Montréal en 1997.

### Commissaire à la CSDM
En 2007, après avoir travaillé une quinzaine d'années comme membre du personnel à la Commission des écoles catholiques de Montréal (CECM) puis à la Commission scolaire de Montréal  (CSDM), il y devient commissaire avec l'équipe du Mouvement pour une école moderne et ouverte (MÉMO) et siège notamment à la Commission des ressources humaines, financières et immobilières. Il restera commissaire scolaire de Saint-Henri–Petite-Bourgogne–Pointe-Saint-Charles jusqu'à la fin de 2012.

### Carrière politique

#### Maire d'arrondissement
Pendant son mandat à la CSDM, il commence à s'engager politiquement en devenant adjoint politique, à partir d'octobre 2008, de Thierry St-Cyr, député de Jeanne-Le Ber à la Chambre des communes du Canada. Il démissionne de ce poste un an plus tard alors qu'il est élu maire de l'arrondissement Le Sud-Ouest de Montréal aux élections municipales montréalaises de 2009 sous la bannière de Vision Montréal, parti dont il est le président du caucus de 2011 à 2012.

#### Vice-président du comité exécutif
Il quitte cette présidence puisqu'il est nommé vice-président du comité exécutif de la Ville de Montréal ainsi que responsable de l'habitation et du logement social, des grands projets, des immeubles, des stratégies et transactions immobilières. Ces nouvelles responsabilités l'amène aussi à démissionner de son poste de commissaire scolaire à la CSDM.

#### Chef de Coalition Montréal
En 2013, il rejoint l'équipe du nouveau parti politique municipal, Coalition Montréal, parti formé pour soutenir la candidature de Marcel Côté à la mairie de Montréal. Sous cette bannière, il est réélu maire de son arrondissement lors des élections municipales de novembre de la même année.
En juin 2014, il succède à Marcel Côté, décédé le mois précédent, comme chef de Coalition Montréal et par le fait même devient chef de la deuxième opposition au conseil municipal de Montréal.
En janvier 2016, il est nommé président du conseil d’agglomération de Montréal. Ce conseil regroupe le maire de Montréal et quinze représentants de Montréal et quinze des villes reconstituées de l'île de Montréal. Ensemble, ils se réunissent une fois par mois pour discuter de dossiers touchant les services de l’agglomération. Le rôle du président est d'assurer le bon déroulement des échanges avec les 15 villes défusionnées.
Le 24 décembre 2016, Benoit Dorais quitte la direction de Coalition Montréal pour siéger comme conseiller municipal indépendant.

#### Au pouvoir avec Projet Montréal
Après s'être fait courtiser pendant cinq mois par les deux principaux partis municipaux, il joint, le 31 mai 2017, l'équipe de Projet Montréal donnant ainsi à cette formation la direction d'une troisième mairie d'arrondissement. À la suite de ce choix, il se voit retirer la présidence du conseil d'agglomération de Montréal par le maire Denis Coderre.
Sous la bannière de son nouveau parti, il se présente de nouveau à la mairie d'arrondissement Le Sud-Ouest lors des élections municipales de 2017. Contrairement, aux deux précédentes élections qu'il avait remportées avec moins de 1% du vote sur ses principaux rivaux, il remporte cette élection avec une très forte majorité de 71,41 % des votes exprimés. Son parti, Projet Montréal obtient également les faveurs de l'électorat : sa candidate à la mairie de Montréal, Valérie Plante, défait le maire sortant, Denis Coderre et les 33 candidats élus de la formation donnent au parti une majorité au conseil municipal. Projet Montréal obtient également 10 des 18 mairies d'arrondissement.

#### Président du comité exécutif
Deux semaines après les élections, le 20 novembre 2017, la nouvelle mairesse de Montréal, Valérie Plante dévoile la composition du comité exécutif et, comme annoncé durant la campagne électorale, la présidence du comité est attribuée à Benoit Dorais. Ce dernier est également nommé responsable des finances, des ressources humaines, des affaires juridiques, de l'évaluation foncière et de la gestion et planification immobilière à la ville de Montréal.

### Critiques
Au printemps 2019, Benoit Dorais est intercepté pour grand excès de vitesse à 171 km/h au volant d'un VUS sur l'autoroute 35 en Montérégie. En juillet 2019, le conseiller municipal indépendant Marvin Rotrand (en) demande sa démission en questionnant l'« éthique sociale » de Dorais en soulignant que celui-ci est « le président exécutif d’un parti qui estime que la possession d'une voiture est antisociale et dont la priorité numéro un est [...] la réduction de la vitesse ».
En juin 2019, Dorais se voit vivement critiqué pour le changement de nom de la Fête nationale du Québec par celui du « Festival du solstice d'été » dans l'arrondissement Sud-Ouest. Selon ses explications, il s'agissait de rendre l’événement plus inclusif et rassembleur. Toutefois, ses critiques dénonçaient une tentative délibérée d'effacer la culture québécoise francophone, notamment à Montréal.  Devant la pression populaire et à la demande la mairesse Plante et de la ministre responsable de la Métropole et de la région de Montréal, Chantal Rouleau, Dorais et les organisateurs se rétractent le 13 juin 2019 pour reprendre l'appellation d'origine, soit « La Saint-Jean dans le Sud-Ouest ».
Les critiques se poursuivent en novembre 2019 alors que l'ex-maire du Plateau-Mont-Royal, Luc Ferrandez, accuse Benoit Dorais de mentir à la population.  Cette accusation fait suite à une entrevue donnée par Paul Arcand qui recevait alors Benoit Dorais en onde au 98.5 FM le 26 novembre sur sa tribune matinale. Ce dernier nie à cette occasion les coupures récentes de son administration dans le plan d'immobilisation de la ville dévoilées par Le Journal de Montréal plus tôt au courant de la même semaine. Les coupures qui représentent un montant autour de 400 millions selon l'enquête découleraient selon Ferrandez d'une directive de Dorais. « Il ment. On était tous là. (...) Il a envoyé une directive à tous les conseils d'arrondissement. Il a envoyé une directive à tous les services. Tous les projets qui ne sont pas engagés doivent être arrêtés pour évaluation », déclare Ferrandez, à propos de Benoît Dorais.